# Допинговый скандал вокруг Камилы Валиевой
Допинговый скандал вокруг Камилы Валиевой — инцидент, произошедший на XXIV Зимних Олимпийских играх в Пекине в феврале 2022 года вокруг российской фигуристки Камилы Валиевой, виновной в употреблении метаболического препарата — триметазидина, запрещённого Всемирным антидопинговым агентством (WADA) и объявленного допингом в 2014 году.
Процесс начался 8 февраля 2022 года, на следующий день после победы команды Олимпийского комитета России в командных соревнованиях по фигурному катанию. В этот день РУСАДА, получив положительный тест на допинг из лаборатории WADA в Швеции, временно отстранила 15-летнюю Валиеву от участия в Олимпийских играх. Позже данное решение было оспорено, а спортсменка допущена к дальнейшим тренировкам и участию в соревнованиях одиночниц, где в итоге заняла 4 место.
После окончания Олимпийских игр началось рассмотрение дела по существу. В январе 2023 года Валиева была оправдана, однако позже данное решение было оспорено в Спортивном арбитражном суде (CAS).
29 января 2024 года CAS постановил дисквалифицировать Валиеву на 4 года за применение допинга. Дисквалификация начинается со дня сдачи положительной допинг-пробы — 25 декабря 2021 года; все соревновательные результаты спортсменки с этой даты аннулированы. Также был пересмотрен результат командных соревнований, состоявшихся в рамках Олимпийских игр в Пекине. Команда Олимпийского комитета России, ранее занимавшая первое место, опустилась на третье; победителем турнира стала команда США.

## Обнаружение положительной пробы на допинг
7 февраля 2022 года российские фигуристы завоевали золото в командных соревнованиях. За сборную выступали пара Анастасия Мишина и Александр Галлямов, танцевальный дуэт Виктория Синицина и Никита Кацалапов, в мужском одиночном катании выступил Марк Кондратюк, в женском — Камила Валиева.
8 февраля должна была состояться церемония награждения победителей и призёров турнира, однако она была неожиданно отложена. По словам официальных представителей Международного олимпийского комитета, причиной задержки стала ситуация, «требующая юридической консультации с Международным союзом конькобежцев». На следующий день авторитетный спортивный портал Inside The Games сообщил, что ситуация состоит в проваленном допинг-тесте одного из участников команды Олимпийского комитета России. Вечером того же дня Inside The Games опубликовал имя этого спортсмена — им оказалась 15-летняя россиянка Камила Валиева. Юридическая же консультация потребовалась из-за возраста спортсменки. Поскольку ей не было 16 лет, она считалась «защищённым лицом»: информация по её делу не могла разглашаться официальными органами; также на неё не могла быть возложена вина в нарушении антидопинговых правил, поскольку считается, что ответственность за неё несёт взрослое окружение: тренеры, врачи или родители. Также такой статус позволил бы спортсменке рассчитывать на менее строгое наказание (не более 2 лет дисквалификации) в случае, если бы ей удалось доказать «незначительную вину или халатность».
Допинг-пробу, давшую положительный результат, Валиева сдала в день произвольной программы на чемпионате России 2022 года, победительницей которого она изначально считалась. Причиной возникшей задержки лаборатория, выполнявшая тестирование, назвала рост заболеваемости COVID-19 среди своих сотрудников. Экс-заместитель генерального директора РУСАДА Маргарита Пахноцкая добавила, что при обнаружении запрещённого вещества в небольших количествах лаборатория имеет право проводить дополнительные проверки для подтверждения результатов анализа, что может потребовать больше времени. Также Пахноцкая отметила, что лаборатория не знает, чью конкретно пробу она проверяет — участника Олимпийских игр или спортсмена регионального уровня, и оперирует лишь её техническим номером. Кроме этого, стандартный 20-дневный срок на получение результатов тестирования исчисляется от фактической даты доставки проб в лабораторию, а пробы обычно задерживаются в Москве, чтобы в одной партии DHL отправить несколько проб.

## Запрещённое вещество
В пробе Валиевой лабораторией, имеющей аккредитацию WADA, был обнаружен препарат триметазидин, который с 2014 года входит в перечень веществ, запрещённых WADA. В этом списке он относится к группе S4 «гормоны и модуляторы метаболизма». Употребление таких препаратов запрещено как во время соревнований, так и вне спортивного сезона.
Триметазидин предназначен в основном для людей пожилого возраста, страдающих заболеваниями сердца. Среди достоинств препарата медицинский журнал American Journal of Therapeutics называет то, что он не оказывает влияния на коронарное кровообращение, частоту сердечных сокращений и артериальное давление. Его можно использовать в качестве дополнительной либо заместительной терапии при ишемической болезни сердца, а также в период реабилитации после операций на нём. Хотя его влияние на спортивные результаты неясно, известны случаи использования препарата спортсменами высокого уровня с целью получения преимущества на соревнованиях.
Кардиолог Аарон Бэггиш считает, что использование препарата потенциально может повышать эффективность в видах спорта с высокой нагрузкой на сердце — например, в плавании; в фигурном катании значение этой потенциальной выгоды может быть меньшим. Спортивный врач Робби Сикка высказал мнение, что данный препарат, теоретически, мог бы дать спортсмену преимущество, позволяя ему увеличивать продолжительность тренировок, а также быстрее восстанавливаться. Этой же версии придерживается и медик Никита Карлицкий, также специализирующийся на спорте. По его словам, триметазидин «защищает сердце и мозг во время интенсивных нагрузок».
Глава Антидопингового агентства США (USADA) Трэвис Тайгарт раскрыл концентрацию запрещённого вещества в крови Валиевой — 2,1 нанограмма на миллилитр. По словам Тайгарта, обнаруженная концентрация в 200 раз превышает концентрацию при случайном загрязнении и может быть остаточной дозой, если полная доза препарата была принята несколькими днями ранее. Эту же информацию подтвердил российский медик Эдуард Безуглов.

## Расследование

### Во время Олимпийских игр
После получения информации о положительном тесте на допинг РУСАДА, исполняя требования Всемирного антидопингового кодекса, отстранило Валиеву от тренировок, однако на следующий день это решение было оспорено стороной спортсменки. Тем не менее, WADA и Международный союз конькобежцев подали апелляцию на это решение в выездную панель CAS. Спустя несколько дней CAS отклонил поданные апелляции без рассмотрения дела по существу, допустив Валиеву до турнира одиночниц, где та заняла 4 место; сама же спортсменка присутствовала на заседании по видеосвязи.
В числе аргументов CAS указал тот факт, что в отношении спортсменки как защищённого лица действуют иные правила доказывания вины, которые невозможно было соблюсти в условиях нехватки времени. Также было отмечено несвоевременное уведомление о результатах тестирования, помешавшее спортсменке подготовить доводы в свою защиту. Наконец, панель CAS сочла, что недопуск спортсменки к Олимпийским играм может нанести непоправимый вред карьере Валиевой, учитывая, что положительная проба была сдана не на самих Играх.
По сообщению главы дисциплинарной комиссии МОК Дениса Освальда, представители защиты Валиевой на указанных слушаниях заявили, что триметазидин как лекарство от сердца принимает дедушка Валиевой, в связи с чем он мог попасть к спортсменке. Однако данная версия была встречена скептически. Представители стороны защиты спортсменки не смогли объяснить, как запрещённый препарат мог передаться от дедушки к внучке. Было высказано предположение о передаче вещества через общую посуду. Однако поскольку триметазидин выпускается в форме таблеток или капсул в защитной оболочке, высвобождение действующего вещества происходит в кишечнике, а значит, следов на посуде оно оставить не могло.

### После Олимпийских игр
После окончания Олимпийских игр дальнейшее разбирательство по делу вело РУСАДА, оно заняло почти год. В январе 2023 дисциплинарный антидопинговый комитет при РУСАДА оправдал спортсменку, не обнаружив в произошедшем вины или халатности с её стороны и лишив только титула чемпионки России 2022.
Приблизительно месяц спустя это решение было опротестовано сразу несколькими сторонами. Так, Всемирное антидопинговое агентство требовало дисквалифицировать Валиеву на 4 года, Международный союз конькобежцев — на срок от 2 до 4 лет. РУСАДА также потребовало отменить решение своего же комитета и признать спортсменку виновной в нарушении антидопинговых правил, однако ограничиться предупреждением или выговором.
29 января 2024 года CAS постановил дисквалифицировать Валиеву на 4 года за применение допинга. Поскольку защита спортсменки не смогла доказать, что запрещённое вещество в её организме оказалось случайно или по причине незначительной халатности, она была признана виновной в нарушении антидопинговых правил. Статус «защищённого лица», который имела Валиева на момент совершения нарушения, на итоговый вердикт не повлиял: несмотря на возраст, ей всё равно следовало доказать, что она не принимала допинг намеренно. Если бы она смогла это сделать, наказание было бы менее строгим. Дисквалификация начинается со дня сдачи положительной допинг-пробы; все соревновательные результаты спортсменки с этой даты аннулированы. Также ей необходимо вернуть полученные за это время медали и призовые деньги.

## Последствия
После вынесения решения о дисквалификации Валиева была лишена ряда ранее завоёванных медалей; также был пересмотрен результат командного турнира на Олимпийских играх в Пекине. Результаты соревнований после аннулирования:
| Соревнование                                    | Медаль  | Тройка призёров                                          |
| ----------------------------------------------- | ------- | -------------------------------------------------------- |
| XXIV Зимние Олимпийские игры. Командный турнир  | Золото  | США · Япония · ОКР                                       |
| Чемпионат Европы по фигурному катанию 2022      | Золото  | Анна Щербакова · Александра Трусова · Луна Хендрикс      |
| Чемпионат России по фигурному катанию 2022      | Золото  | Александра Трусова · Анна Щербакова · Аделия Петросян    |
| Чемпионат России по прыжкам 2023                | Золото  | Софья Муравьёва · Софья Акатьева · Алиса Двоеглазова     |
| Чемпионат России по фигурному катанию 2023      | Серебро | Софья Акатьева · Елизавета Туктамышева · Софья Муравьёва |
| Чемпионат России по фигурному катанию 2024      | Бронза  | Аделия Петросян · Софья Муравьёва · Ксения Синицына      |
| Финал Гран-при России по фигурному катанию 2023 | Серебро | Аделия Петросян · Елизавета Туктамышева · Софья Акатьева |

Помимо аннулирования соревновательных результатов, наложенная дисквалификация включает в себя запрет на сотрудничество с профессиональными спортсменами, а также ограничения на тренировки и на участие в ледовых шоу. При этом за спортсменкой сохранился титул чемпионки мира среди юниоров 2020 года и серебряная медаль чемпионата России 2021 года. Также за ней остались мировые рекорды по набранным баллам в короткой (87,42) и произвольной (185,29) программах и по сумме обеих программ (272,71). Все три рекорда были установлены на турнире Rostelecom Cup 2021 за месяц до сдачи положительной пробы.
Скандал вокруг Валиевой вновь поднял вопрос об использовании допинга в российском спорте. Трэвис Тайгарт, комментируя решение CAS, назвал её «очередным российским спортсменом, которого подвела система», обвинив также российскую сторону в умышленном затягивании процесса. Глава МОК Томас Бах вспомнил о манипуляциях с допинг-пробами во время Олимпийских игр 2014 года и посетовал, что имя Валиевой стало использоваться в политических целях. Так, уже после вынесения решения о дисквалификации она принимала участие в церемонии открытия «Игр Будущего» вместе с российским президентом Владимиром Путиным.
При этом российские власти вынесенное CAS решение раскритиковали. Пресс-секретарь президента РФ Дмитрий Песков назвал его «политизированным» и предложил использовать имеющиеся механизмы апелляций.

## Роль окружения спортсменки
Вопреки ожиданиям ряда спортивных организаций, никто из окружения спортсменки, включая её тренеров и врачей, не понёс ответственности за случившееся. Международный олимпийских комитет после вынесения вердикта подчеркнул высокую зависимость несовершеннолетних спортсменов от их окружения. В подобном ключе высказался и глава WADA Витольд Банька, призвав правительства рассмотреть вопрос о введении уголовной ответственности за склонение несовершеннолетних к употреблению допинга. Так, в России действует статья 230.1 УК РФ, предусматривающая за склонение спортсмена к употреблению «запрещенных в спорте субстанций или методов» штраф до 300 000 рублей или ограничение свободы на 1 год; в случае же «использования в отношении спортсмена субстанций и (или) методов, запрещенных для использования в спорте» предусматривается наказание до 3 лет лишения свободы.
Генеральный директор РУСАДА Вероника Логинова после вынесения обвинительного вердикта заявляла о готовности содействовать WADA в расследовании в отношении окружения Валиевой, если то будет начато. Собственное расследование российское агентство уже провело, однако оно не дало результата, поскольку было значительно ограничено полномочиями национального антидопингового органа. 

РУСАДА не обладает функционалом правоохранительных органов, не может проводить оперативно-разыскные мероприятия. Мы неоднократно говорили об этом. К сожалению, в большинстве случаев наше расследование ограничено добровольным участием и анализом собранной информации.— Вероника Логинова, генеральный директор РУСАДА
При этом в решении CAS были упомянуты слова тренера Валиевой Этери Тутберидзе, сказанные ею в интервью российскому журналисту Владимиру Познеру в 2019 году. Тогда тренер говорила, что в прошлом давала своим спортсменам мельдоний для поддержки сердечной мышцы, однако после его запрета в 2016 году пришлось искать другой препарат. CAS отмечает, что триметазидин и мельдоний обладают схожими свойствами. При этом во время расследования Тутберидзе заявила, что не контролирует, какие препараты дают её спортсменам врачи, и не участвовала в процессе.